# Lagunov
Lagunov je priimek več oseb:
- Feofan Nikolajevič Lagunov, sovjetski general
- Jevgenij Aleksandrovič Lagunov, ruski plavalec
- Dimitrij Aleksejevič Lagunov, ruski nogometaš